# Marden (Herefordshire)
Pour les articles homonymes, voir Marden.
Marden est une paroisse civile et un village du Herefordshire, en Angleterre.